# 2. Feldhockey-Bundesliga 2007/08 (Damen)
Die Saison 2007/08 der 2. Bundesliga Damen startete am 9. September 2007 und endete am 27. April 2008.

## Abschlusstabellen
Legende:

| (A) | Absteiger aus der 1. Bundesliga |
| (N) | Aufsteiger aus der Regionalliga |
|     | Aufsteiger in die 1. Bundesliga |
|     | Absteiger in die Regionalliga   |

| Platz | Club                   | Spiele | Tore  | Punkte |
| ----- | ---------------------- | ------ | ----- | ------ |
| 1.    | Klipper THC            | 14     | 49:15 | 32     |
| 2.    | Düsseldorfer HC        | 14     | 47:15 | 32     |
| 3.    | HTC Schwarz-Weiß Neuss | 14     | 52:15 | 31     |
| 4.    | Großflottbeker THGC    | 14     | 35:15 | 27     |
| 5.    | ETuF Essen             | 14     | 34:31 | 19     |
| 6.    | Hamburger Polo Club    | 14     | 14:36 | 15     |
| 7.    | Crefelder HTC (N)      | 14     | 12:49 | 4      |
| 8.    | Hannover 78 (N)        | 14     | 8:75  | 3      |

| Platz | Club                        | Spiele | Tore  | Punkte |
| ----- | --------------------------- | ------ | ----- | ------ |
| 1.    | TUS Lichterfelde (A)        | 14     | 29:9  | 30     |
| 2.    | TSV Mannheim                | 14     | 17:10 | 26     |
| 3.    | Eintracht Frankfurt (A)     | 14     | 25:20 | 25     |
| 4.    | Mannheimer HC               | 14     | 15:9  | 24     |
| 5.    | SC Frankfurt 1880           | 14     | 19:15 | 19     |
| 6.    | Zehlendorfer Wespen         | 14     | 12:17 | 16     |
| 7.    | HTC Stuttgarter Kickers (N) | 14     | 20:22 | 14     |
| 8.    | ATV Leipzig (N)             | 14     | 11:46 | 2      |

## Auf- und Absteiger
Absteiger aus der 1. Bundesliga ist für die nächste Saison Jahr RTHC Bayer Leverkusen und die HG Nürnberg.
Aufsteiger aus der Regionalliga für die nächste Saison sind im Süden der TC Blau-Weiss Berlin und HC Wacker München, im Norden der Club zur Vahr und der Club Raffelberg.